# Zjores Ivanovitsj Alferov
Zjores Ivanovitsj Alferov, of Alfjorov (Russisch: Жорес Иванович Алфёров) (Vitebsk, 15 maart 1930 – Sint-Petersburg, 1 maart 2019) was een Russische natuurkundige van Wit-Russische afkomst. In 2000 ontving hij de Nobelprijs.

## Biografie
Alferov werd geboren in Vitebsk, in de toenmalige Wit-Russische SSR, dat nu Wit-Rusland is. Ivan Karpovich Alferov, zijn vader was van Wit-Russische afkomst,  Anna Vladimirovna, zijn moeder, was joods. In 1952 behaalde hij een diploma aan het Elektrotechnische Instituut V.I. Oeljanov, genoemd naar Lenin, in Leningrad. Sinds 1953 werkt hij in het Fysico-technische Instituut Ioffe van de Academie van Wetenschappen van de USSR, sinds 1991 de Russische Academie van Wetenschappen.
Tijdens zijn werk voor het Instituut verkreeg hij twee wetenschappelijke titels: in 1961 kandidaat der wetenschappen: kandidat naoek in de Technologie en in 1970 doctor der wetenschappen: doktor naoek in Natuurkunde en Wiskunde. Hij is sinds 1987 directeur van het Instituut.
Alferov werd in 1972 tot corresponderend lid van de Academie van Wetenschappen van de USSR verkozen en in 1979 tot volwaardig lid. Vanaf 1989 was hij ondervoorzitter van de Academie en voorzitter van zijn wetenschappelijk centrum van de Academie in Sint-Petersburg.
Alferov was ook politiek actief. Vanaf 1995 was hij lid van de Doema voor de Communistische Partij van de Russische Federatie.

## Onderzoeksgebieden
Sinds 1962 werkt hij op het gebied van halfgeleiderheterostructuren, de III-V-halfgeleiders, zoals galium-arsenide halfgeleiders. Zijn bijdragen tot de natuurkunde en de technologie van halfgeleiderheterostructuren, vooral onderzoeken van injectie-eigenschappen, ontwikkeling van lasers, zonnecellen en leds, hebben tot de verwezenlijking van moderne heterostructuurfysica en elektronica geleid. De door hem ontwikkelde heterojunctiezonnecellen werden voor het eerst succesvol in de Russische ruimtevaart toegepast, zoals bij de Spoetnik en het MIR-ruimtestation. Alferov is de uitvinder van de heterotransistor.

## Prijzen en onderscheidingen
- 1971 - Stuart Ballantine Medal van het Franklin Institute
- 1972 - Leninprijs
- 1984 - Staatsprijs van de USSR
- 1996 - Ioffe-prijs, Russische Academie van Wetenschappen
- 2000 - Nobelprijs voor Natuurkunde, met Herbert Kroemer en Jack Kilby.
- 2001 - Kyotoprijs in Geavanceerde Technologie